# Freddy Fender
Freddy Fender (geboren als Baldemar Huerta) (San Benito, Texas, 4 juni 1937 – Corpus Christi, Texas, 14 oktober 2006) was een Amerikaans tex-mex-, country- en rock-'n-roll-muzikant.

## Biografie
Zijn artiestennaam ontleende hij aan zijn favoriete merk elektrische gitaar, de Fender.
Hij had in Nederland twee hits in 1975: "Before the next teardrop falls" en "Wasted days and wasted nights". Eerstgenoemde haalde de eerste plaats in de Amerikaanse Billboard Hot 100.
In 1990 kregen Fender en zijn groep Texas Tornados een Grammy Award in de categorie Beste Mexicaans-Amerikaanse artiesten. Hij werd ook geëerd met een ster in de Walk of Fame Europe in Rotterdam en in 1985 werd hij opgenomen in America's Old Time Country Music Hall of Fame.
In 2002 onderging hij een levertransplantatie. Vier jaar later overleed hij op 69-jarige leeftijd aan longkanker.

## Discografie

### Albums
| Album met eventuele hitnotering(en) in de Nederlandse Album Top 100 | Datum van verschijnen | Datum van binnenkomst | Hoogste positie | Aantal weken | Opmerkingen |
| ------------------------------------------------------------------- | --------------------- | --------------------- | --------------- | ------------ | ----------- |
| Before the next teardrop falls                                      |                       | 9-8-1975              | 9               | 8            |             |
| The world of                                                        |                       | 11-4-1981             | 1               | 26           |             |
| Collection                                                          |                       | 16-9-1989             | 16              | 14           |             |

### Singles
| Single met eventuele hitnotering(en) in de Nederlandse Top 40 | Datum van verschijnen | Datum van binnenkomst | Hoogste positie | Aantal weken | Opmerkingen |
| ------------------------------------------------------------- | --------------------- | --------------------- | --------------- | ------------ | ----------- |
| Before the next teardrop falls                                |                       | 28-6-1975             | 6               | 9            |             |
| Wasted days and wasted nights                                 |                       | 23-8-1975             | 11              | 6            |             |

### NPO Radio 2 Top 2000
Van Freddy Fender stond alleen Before the next teardrop falls in 2000 in de NPO Radio 2 Top 2000, op plek 1920.